# Hermya nigra
Hermya nigra là một loài ruồi trong họ Tachinidae.